# Bloodivores
Shíkōng qiútú (时空囚徒S) è un manhua scritto e disegnato da Bai Xiao, pubblicato online dalla Tencent dal 9 febbraio 2015. Un adattamento anime, intitolato Bloodivores (ブラッディヴォーレス?, Buraddivōresu) e prodotto da Emon Animation Company, è stato trasmesso in Giappone tra il 1º ottobre e il 17 dicembre 2016.

## Personaggi
Mi Liu (ミ・リュウ?, Mi Ryū)
Doppiato da: Kenji Akabane
Zou Anji (ゾー・アンジ?, Zō Anji)
Doppiata da: Eri Kitamura
Chen Fong (チェン・フォン?, Chen Fon)
Doppiato da: Mitsuhiro Ichiki
Win Chao (ウィン・チャオ?)
Doppiato da: Shōhei Yamaguchi
Lee Shin (リー・シン?, Rī Shin)
Doppiato da: Takuya Satō
Lou Yao (ルー・ヤオ?, Rū Yao)
Doppiato da: Shō Hayami

## Anime
L'adattamento anime è stato annunciato da Emon Animation Company il 1º settembre 2016. La serie televisiva, diretta da Chén Yè presso lo studio Creators in Pack, è andata in onda dal 1º ottobre al 17 dicembre 2016. Le sigle di apertura e chiusura sono rispettivamente Nenten del gruppo Mili e Quiet Squall di Siraph. In Italia e nel resto del mondo, ad eccezione di Cina, Giappone e Corea, gli episodi sono stati trasmessi in streaming in versione simulcast da Crunchyroll.

### Episodi
| Nº | Titolo italiano Giapponese 「Kanji」 - Rōmaji       | In onda          | In onda |
| Nº | Titolo italiano Giapponese 「Kanji」 - Rōmaji       | Giapponese       |         |
| 1  | Sanguivori 「嗜血種」 - Shiketsushu                 | 1º ottobre 2016  |         |
| 2  | Il risveglio 「覚醒」 - Kakusei                     | 8 ottobre 2016   |         |
| 3  | Ematomanzia 「血能」 - Ketsunō                      | 15 ottobre 2016  |         |
| 4  | Sacrificio 「犠牲」 - Gisei                         | 22 ottobre 2016  |         |
| 5  | Zaffiro 「青玉」 - Aotama                           | 29 ottobre 2016  |         |
| 6  | Scelte 「選択」 - Sentaku                           | 5 novembre 2016  |         |
| 7  | Ritrovo 「再会」 - Saikai                           | 12 novembre 2016 |         |
| 8  | Conto alla rovescia 「カウントダウン」 - Kauntodaun | 19 novembre 2016 |         |
| 9  | Incontro 「一会」 - Hajimekai                       | 26 novembre 2016 |         |
| 10 | Il piano 「計画」 - Keikaku                         | 3 dicembre 2016  |         |
| 11 | Boom 「Boom」                                       | 10 dicembre 2016 |         |
| 12 | Contrattacco 「反撃」 - Hangeki                     | 17 dicembre 2016 |         |